# Sardegna (singolo)
Sardegna è un singolo del gruppo musicale italiano Zero Assoluto, pubblicato il 19 maggio 2023.

## Descrizione
Riguardo alla nascita del brano il duo ha dichiarato:

## Video musicale
Il video, diretto da Valerio Tazza, è stato reso disponibile il 29 maggio 2023 attraverso il canale YouTube del duo.

## Tracce
Testi di Thomas De Gasperi, musiche di Thomas De Gasperi, Matteo Maffucci e Ginevra Scognamiglio.
1. Sardegna – 3:07